# Hosszúfarkú tobzoska
A hosszúfarkú tobzoska (Phataginus tetradactyla, korábban Manis tetradactyla) az emlősök (Mammalia) osztályának tobzoskák (Pholidota) rendjébe, ezen belül a tobzoskafélék (Manidae) családjába tartozó faj.
Magyar nevét testhosszához képest különösen hosszú farkáról kapta.

## Előfordulása
A szub-szaharai Afrika területén honos, megtalálható Ugandától Szenegálig valamint Angolában.

## Megjelenése
Hosszú farka ellenére a legkisebb tobzoska-faj. Testhossza 30–35 cm, farka 55–65 cm. Lába rövid, testét sötétbarna átlapoló pikkelyek borítják, emiatt fenyőtobozra hasonlít. Farka testméretéhez képest nagyon hosszú, farka végén pikkely nélküli terület található, mely segít az állatnak a fákon való függeszkedésben. Feje kis méretű, ormánya hosszú, kis méretű szemeit megvastagodott szemhéj borítja. Orra csupasz, füle kicsiny, hasát ritkás, sötét színű szőrzet és sötét bőr borítja. Lábain öt hosszú, görbült karom található, járás közben a hátsó lábaira helyezi testsúlyát, lábfejei kifelé görbülők.

## Életmódja
A hosszúfarkú tobzoska erdei életmódot folytat, nappal faüregekben vagy kivájt termeszdombban rejtőzik, éjjel szaglásával keresi meg táplálékát. Félénk, többnyire magányosan élő állat, területét szaganyagokkal jelöli meg. Jó úszó.

### Táplálkozása
Fő tápláléka a hangyák, ritkábban termeszek. Hosszú körmével ás a hangyabolyokban, majd ragadós nyelvével ragadja meg táplálékát.

## Szaporodása
Szaporodásáról még igen keveset tudunk. Feltehetőleg az év minden szakában készen áll a párzásra, általában egy kicsinye van. Párosodás közben farkukat összefonják, és hasukkal fordulnak egymás felé. A vemhesség ideje nem ismert. Az utódok három hónapos korukig anyjuk hátán utaznak. Veszély esetén anyjuk hasánál összegömbölyödnek, aki szintén összegömbölyödve védi őket. Ivarérettségét kb. 2 éves korában éri el.

## Természetvédelmi helyzete
A Természetvédelmi Világszövetség Vörös Listáján sebezhető besorolással szerepel. Csökkenő egyedszáma az erdőterületek pusztulásával, valamint a fokozódó vadászattal magyarázható.